# Richard R. Schrock
Richard Royce Shrock (født 4. januar 1945) er en amerikansk kemiker og nobelprisvinder.
Shrock er født i Berne i Indiana. Han er uddannet i kemi ved University of California og tog  en doktorgrad ved Harvard. I 1975 blev han ansat ved Massachusetts Institute of Technology, hvor han i dag er professor i kemi. 
I 2005 blev Schrock tildelt Nobelprisen i kemi sammen med Robert Grubbs og Yves Chauvin for sit arbejde med den organiske synteseteknik olefinmetatese.